# 道の駅ふるさとセンター大塔
道の駅ふるさとセンター大塔（みちのえき ふるさとセンターおおとう）は、和歌山県田辺市鮎川にある国道311号の道の駅である。

## 施設
- 駐車場
  - 普通車：15台[3]
  - 大型車：2台[3]
  - 身障者用：1台[3]
- トイレ
  - 男性：大・小 9
  - 女性：3
  - 身障者用：1
- 物産館（9:00 - 17:45）[2][3]

### 管理団体
- 設置者：田辺市

指定管理者は公募したものの応募がなかったため、田辺市が大塔村商工会に店舗運営を委託している（2023年時点）。

## 休館日
- 毎週火曜日[2][3]
- 12月30日・12月31日

## アクセス
- 国道311号 - 登録路線

自動車
- E42 阪和自動車道・紀勢自動車道 南紀田辺ICより約45分。
- 西日本旅客鉄道（JR西日本）紀勢本線（きのくに線） 紀伊田辺駅より約30分。

## 周辺
- 富田川
- 鮎川温泉黄金の湯
- 殿山ダム（合川ダム）
- 百間山渓谷、百間山渓谷かもしか牧場